# Harharia Chak
Harharia Chak é uma vila no distrito de Murshidabad, no estado indiano de Bengala Ocidental.

## Demografia
Segundo o censo de 2001, Harharia Chak tinha uma população de 8435 habitantes. Os indivíduos do sexo masculino constituem 51% da população e os do sexo feminino 49%. Harharia Chak tem uma taxa de literacia de 67%, superior à média nacional de 59,5%: a literacia no sexo masculino é de 72% e no sexo feminino é de 63%. Em Harharia Chak, 13% da população está abaixo dos 6 anos de idade.